# Thomas Jordan Jarvis

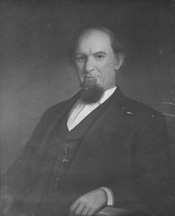
Thomas Jordan Jarvis

Thomas Jordan Jarvis (* 18. Januar 1836 in Jarvisburg, Currituck County, North Carolina; † 17. Juni 1915 in Greenville, North Carolina) war ein US-amerikanischer Politiker und der 44. Gouverneur von North Carolina. Außerdem vertrat er diesen Bundesstaat im US-Senat.

## Frühe Jahre und politischer Aufstieg
Thomas Jarvis besuchte bis 1861 das Randolph-Macon College in Virginia. Während des Bürgerkrieges kämpfte er als Captain im Heer der Konföderation. Dabei wurde er 1864 schwer verwundet und blieb für den Rest seines Lebens am rechten Arm behindert. Nach dem Krieg studierte er Jura, woraufhin er 1867 als Anwalt zugelassen wurde. Gleichzeitig begann seine politische Laufbahn. Im Jahr 1865 gehörte er zu den Delegierten auf einer Konferenz zur Überarbeitung der Verfassung von North Carolina. Zwischen 1868 und 1872 war er demokratischer Abgeordneter im Repräsentantenhaus von North Carolina. Ab 1870 war er Präsident des Hauses (Speaker). Ab 1876 amtierte er als Vizegouverneur von North Carolina.

## Gouverneur, Botschafter und Senator
Nach dem Rücktritt von Gouverneur Zebulon Baird Vance im Februar 1879 wurde er dessen Nachfolger. Ein Jahr später wurde er in diesem Amt bestätigt und für volle vier Jahre zum Gouverneur gewählt. In seiner am 21. Januar 1885 endenden Amtszeit setzte er sich für Verbesserungen im Bildungsbereich ein. Außerdem förderte er die Industrie. Er versuchte sowohl neue Betriebe als auch neue Bürger nach North Carolina zu locken. Im Hinblick auf die Rassenpolitik setzte er auf Toleranz.
Nach Ablauf seiner Amtszeit wurde er von Präsident Grover Cleveland zum US-Gesandten in Brasilien ernannt, wo er Thomas A. Osborn ablöste. Dieses Amt bekleidete er von 1885 bis 1889; seine Nachfolge trat Robert Adams an. Im Jahr 1892 wurde er Vorsitzender der Demokratischen Partei in North Carolina. Als der frühere Gouverneur Vance, der inzwischen North Carolina im US-Senat vertreten hatte, in diesem Amt verstarb, folgte ihm wieder Thomas Jarvis nach. Von 1894 bis 1895 blieb er im Kongress. Seinen letzten großen politischen Auftritt hatte er 1896, als er North Carolina bei der Democratic National Convention vertrat, auf der William Jennings Bryan als Präsidentschaftskandidat nominiert wurde. Danach war Jarvis als Anwalt tätig. Er starb im Juni 1915. Thomas Jarvis war mit Mary Woodson verheiratet.